# Mittlerer Großhartmannsdorfer Teich
Der Mittlere Großhartmannsdorfer Teich ist ein im 18. Jahrhundert angelegter Kunstteich in der gleichnamigen Gemeinde Großhartmannsdorf im Erzgebirge. Er ist Bestandteil der Revierwasserlaufanstalt Freiberg.

## Geschichte
Der Mittlere Großhartmannsdorfer Kunstteich gehörte zum bergmännischen Wasserwirtschaftssystem, der Revierwasserlaufanstalt. Er wurde im Zeitraum von 1725 bis 1732 im Tal des Landhainbaches angelegt. Der Damm ist ein Erdwall mit Lehmdichtung und Tarrasmauer. Der Teich erfüllt die Funktion eines Ausgleichspeichers zwischen oberer und unterer Wasserführung der Unteren Revierwasserlaufanstalt. Über einen Wasserabschlag kann Wasser aus dem Kohlbach-Kunstgraben in den Landhainbach und nachfolgend in den Kunstteich abgeführt und schließlich in den Unteren Großhartmannsdorfer Kunstteich eingeleitet werden. In den Sommermonaten ist der Teich ein beliebtes Badegewässer. Weiterhin dient der Speicher der Fischereiwirtschaft.